# Spišský štít

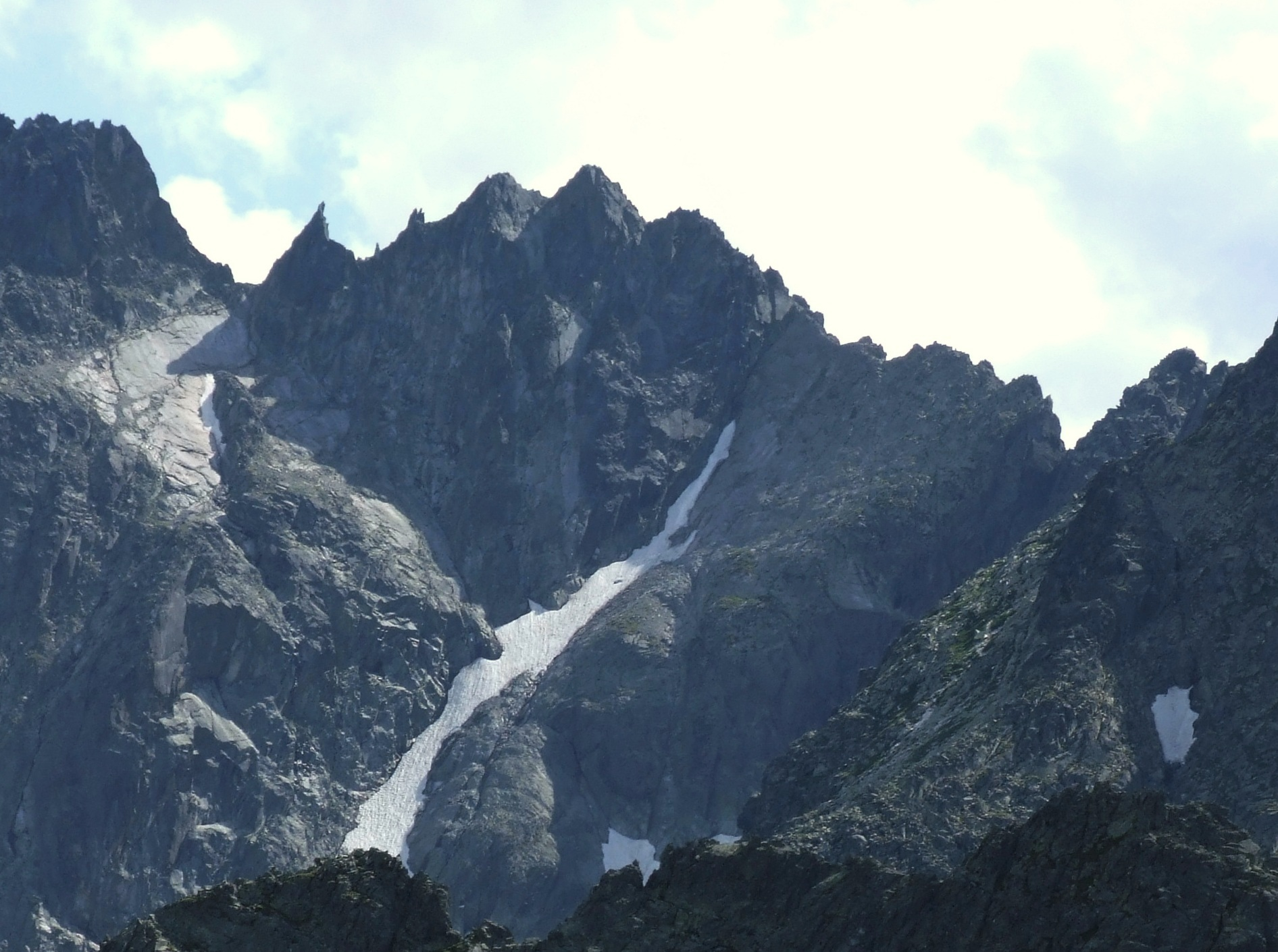
Blick vom Gipfel des Jahňací štít im Norden

Der Spišský štít (deutsch Déryspitze, ungarisch Déry-csúcs, polnisch Spiska Grzęda) ist ein 2483 m n.m. (nach einigen Quellen 2481 m n.m.) hoher Berg in der Hohen Tatra in der Slowakei. Er befindet sich auf der Hauptachse des vom Turm Vyšná Barania strážnica am Hauptkamm der Hohen Tatra bis zum Berg Lomnický štít (deutsch Lomnitzer Spitze) verlaufenden Seitengrats, zwischen dem Sattel Baranie sedlo (Téryscharte) und dem folgenden Berg Baranie rohy im Nordwesten und dem Berg Malý Pyšný štít im Südwesten. Die angrenzenden Täler sind Malá Studená dolina im Süden und Veľká Zmrzlá dolina im Talsystem der Dolina Kežmarskej Bielej vody im Norden.
Die slowakischen und polnischen Namen weisen auf die Lage oberhalb der Bergseegruppe Päť spišských plies (deutsch Zipser Fünfseen) und indirekt auf die ehemalige Zugehörigkeit zum ungarischen Komitat Zips (slowakisch Spiš, polnisch Spisz) hin, allerdings ist der Grund, dass dieser relativ unauffällige Berg diesen Namen erhielt, obwohl er dem Zipser Kessel nicht dominiert, nicht eindeutig zu erklären. Die deutschen und ungarischen Namen erhielt der Berg 1898 nach dem ungarischen Richter und Bergsteiger József Déry, der zusammen mit dem Bergführer Johann Hunsdorfer d. Ä. als erster den noch namenlosen Berg am 21. Juli 1896 bezwang, obwohl er irrtümlich glaubte, dass er auf dem Nachbarberg Malý Pyšný štít stand. Dort fand die Erstbesteigung aber erst 1901 statt.
Der Berg liegt abseits touristischer Wanderwege und ist offiziell nur für Mitglieder alpiner Vereine oder mit einem Bergführer zugänglich.